# 弗拉維奧·瓜爾貝托
弗拉維奧·瓜爾貝托（葡萄牙語：Flávio Gualberto；1993年4月22日—）是一位巴西排球運動員。他現在效力於義大利聯賽球隊佩魯賈排球。曾随队获得2022年世界男子排球锦标赛季军。

## 外部連結
- Player profile在歐洲排球聯合會
- Player profile at LegaVolley.it （義大利語）
- Player profile at PlusLiga.pl （波蘭語）
- Player profile （页面存档备份，存于） at Volleybox.net